# M40 (снайпер)
Вижте пояснителната страница за други значения на M40.
Стрелковото оръжие М40 е снайперска винтовка с ръчно задвижван надлъжно плъзгащ се оръжеен затвор за откриване и затваряне на канала (на английски: bolt action). Заключването на затвора и патрона в патронната кутия се осъществява с напречно завъртане на затвора, посредством напречно поставен лост на затвора. С това стандартно традиционно техническо решение за бойните, спортните и ловните пушки, М40 няма механизъм за автоматично презареждане. Конструкцията е опростена, с което са намалени подвижните елементи на затвора, и се осигурява висока стабилност и точност на стрелбата. M40 е изградена на базата на стрелкова винтовка Remington 700 с ръчен затвор.

## Конструкция и варианти
Снайперските винтовки М40 са произвеждани в много варианти за използване на оптични системи – мерници, и в малки серии специални потребителски модификации. Използва се цев Schneider 610, 24-инча, с 6 винтови канала. M40A5 дава възможност за монтиране на дулото на заглушители за потискане на звука при изстрел.
Първите фабрично произведени винтовки са с дървен приклад. Моделите M40A1 и A3 са с приклади от фибростъкло, конструирани от Макмилан. Силата на задействане на спусъка е от 1.4 до 2.3 kg.
M40 е въведена на въоръжение през 1966 година в морската пехота на САЩ. М40 се произвежда в четири варианта M40, M40A1, M40A3 и M40A5. Моделът А1 е завършен през 1970 г., моделът А3 през 2000 г., и A5 през 2009 г.

## Характеристика
Дължина: 111.76 cm 

Тегло: 6.58 kg

Диаметър на дулото: 7.62 mm

Максимален ефективен обхват: 914 m

Пълнител: 5 Куршума

Муниция: 7,62 x 51 OTAN

Калибър: 7,62 mm 

Цена: 2105$